# Andreas Hilfiker
Andreas Hilfiker (ur. 11 lutego 1969 w Aarau) – szwajcarski piłkarz występujący na pozycji bramkarza.

## Kariera klubowa
Hilfiker zawodową karierę rozpoczynał w 1987 roku w klubie FC Aarau. W 1993 roku zdobył z klubem mistrzostwo Szwajcarii. W 1997 roku trafił do niemieckiego 1. FC Nürnberg, grającego w 2. Bundeslidze. W 1998 roku awansował z zespołem do Bundesligi. Zadebiutował w niej 15 sierpnia 1998 w zremisowanym 1:1 meczu z Hamburgerem SV. W 1999 roku spadł z klubem do 2. Bundesligi. Wówczas odszedł z 1. FC Nürnberg.
Latem 1999 został graczem innego drugoligowego zespołu – Tennis Borussii Berlin. Spędził tam rok, a potem został zawodnikiem drużyny SSV Ulm 1846. W 2001 roku spadł z nim do Regionalligi. Wówczas przeszedł do zespołu z Liechtensteinu – FC Vaduz, grającego w niższych ligach Szwajcarii. W 2002 zdobył z nim Puchar Liechtensteinu. W tym samym roku przeniósł się do FC Luzern. Potem był graczem zespołu FC Zug, gdzie w 2005 roku zakończył karierę.
Po zakończeniu kariery Hilfiker został trenerem bramkarzy. Pracował w FC Thun oraz FC Aarau, a od 2008 jest trenerem bramkarzy niemieckiego VfL Wolfsburg.

## Kariera reprezentacyjna
W reprezentacji Szwajcarii Hilfiker zadebiutował 10 lutego 1997 w przegranym 1:2 towarzyskim meczu z Rosją. Po raz ostatni w kadrze zagrał 18 sierpnia 1999 w przegranym 0:3 towarzyskim spotkaniu z Czechami. W latach 1997–1999 w drużynie narodowej rozegrał w sumie 8 spotkań.